# Sossêgo
Sossêgo è un comune del Brasile nello Stato del Paraíba, parte della mesoregione dell'Agreste Paraibano e della microregione del Curimataú Ocidental.